# Bartsia ramosa
Bartsia ramosa är en snyltrotsväxtart som beskrevs av U. Molau. Bartsia ramosa ingår i släktet svarthösläktet, och familjen snyltrotsväxter. Inga underarter finns listade i Catalogue of Life.